# Naoki Wako
 (août 2025).
Naoki Wako (輪湖 直樹, Wako Naoki) est un footballeur japonais né le 26 novembre 1989. Il évolue au poste de latéral gauche.

## Biographie
Il participe à la Ligue des champions d'Asie en 2015 avec le club du Kashiwa Reysol. Lors de cette compétition, il inscrit un but contre l'équipe chinoise de Shandong Luneng. Le Kashiwa Reysol est éliminé en huitièmes de finale par le club sud-coréen des Suwon Bluewings.